# منطقه همگرایی درون‌حاره‌ای

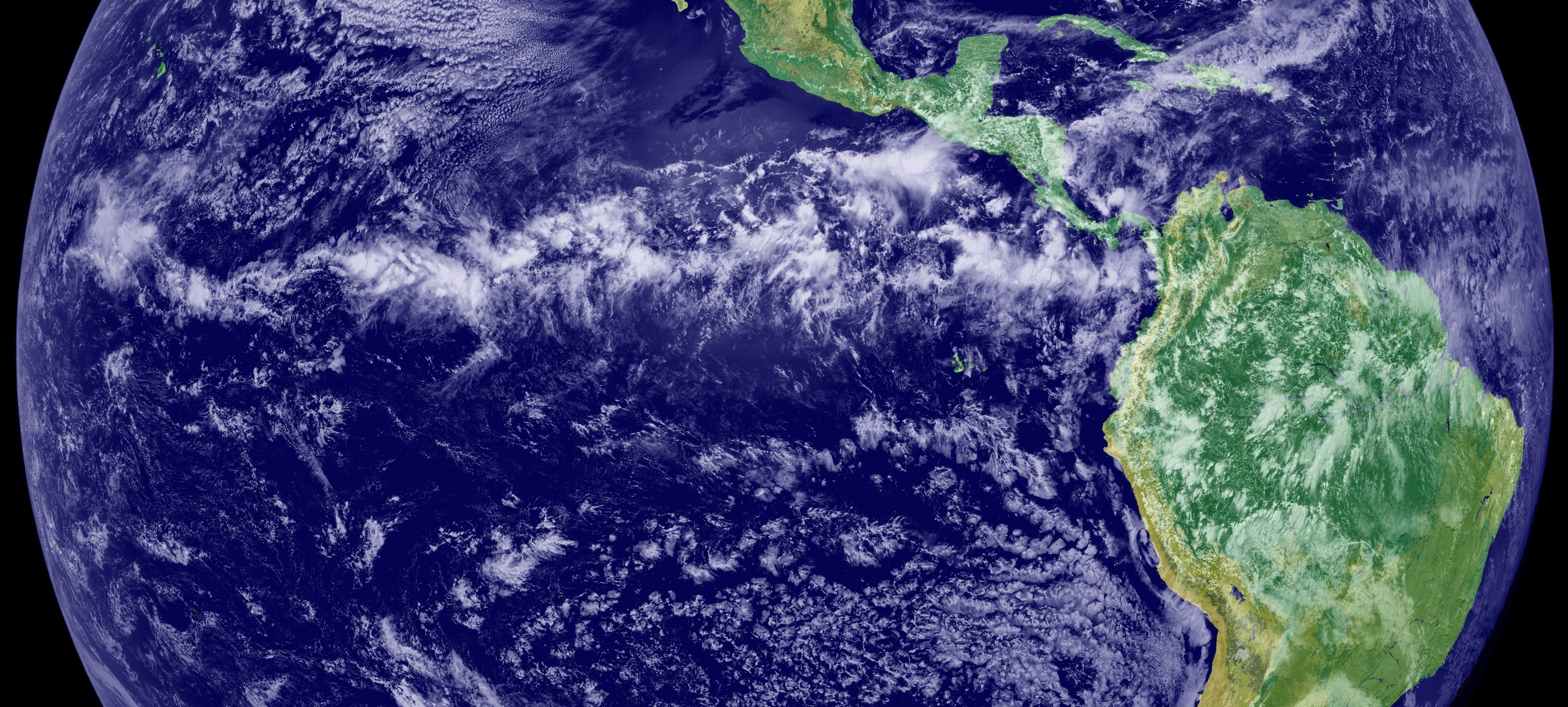
توفان‌های منطقه همگرایی درون‌حاره‌ای خط مشخصی را در شرق اقیانوس آرام پدیدمی‌آورند.

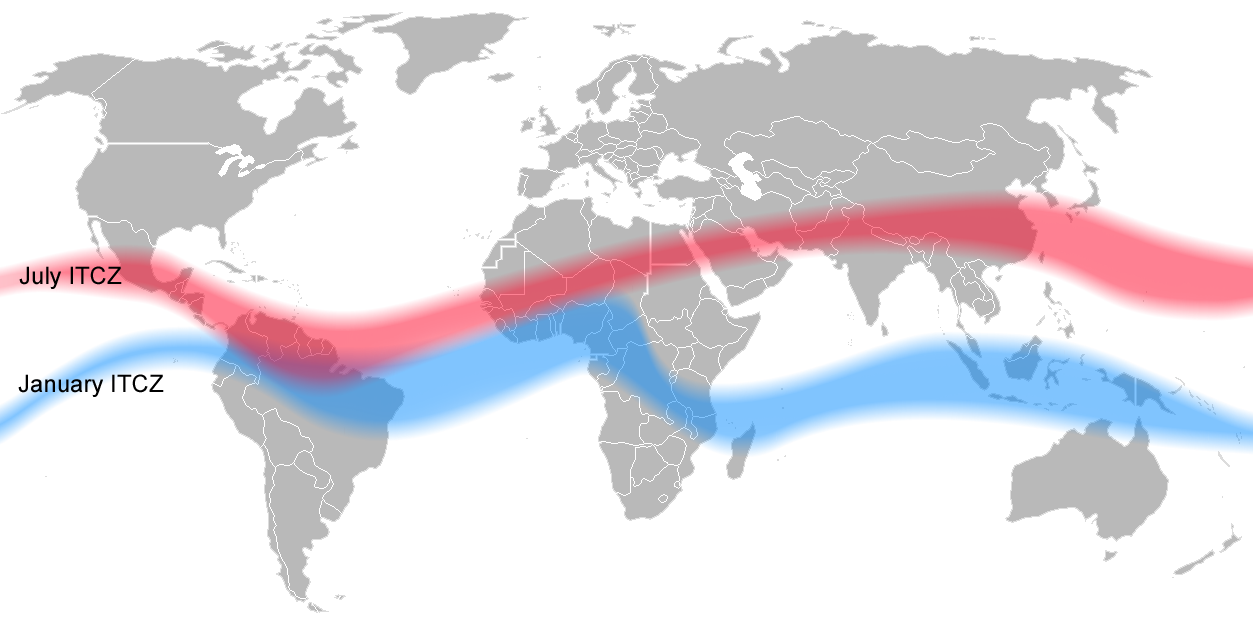
محل منطقه همگرایی درون‌حاره‌ای

منطقه همگرایی درون‌حارّه‌ای (به‌اختصار: ITCZ) که گاهی منطقه همگرایی بین‌مداری نیز نامیده می‌شود، به منطقه‌ای باریک گفته می‌شود که در آن، بادهای بسامان (بادهای تجارتی) با یکدیگر همگرا شده و برخورد می‌کنند.
منطقه همگرایی درون‌حاره‌ای بخش بزرگی از منطقه مدارگان را تحت نفوذ خود دارد. در این منطقه بادهای بسامان که از دو نیمکره به طرف استوا در حال حرکت است، پیش از رسیدن به استوا به علت گرمای زیاد ناپایدار شده و به سمت بالا صعود می‌کنند. به علت عدم وجود عامل بازدارنده صعود تا ارتفاع بسیار زیاد (مرز تروپوسفر یا تروپوپاز استوایی ۱۷ کیلومتر ارتفاع دارد) ادامه می‌یابد و همین امر به تشکیل ابرهای حجیم و ریزش باران‌های فراوان می‌انجامد.
گرچه متوسط موقعیت منطقه همگرایی درون‌حاره‌ای بر روی استوا منطبق است، با عزیمت مؤلفه عمودی خورشید به سوی مدارهای رأس‌السرطان و رأس‌الجدی در طی تابستان نیمکره مربوط، منطقه همگرایی درون‌حاره‌ای به پیروی از این مؤلفه به سمت شمال و جنوب انتقال می‌یابد.
در نواحی استوایی توزیع فعالیت‌های همرفتی قوی در اتمسفر به میزان زیادی به همگرایی بادهای تجارتی و دمای سطح دریا بستگی دارد به طوری که منطقه همگرایی درون‌حاره‌ای و منطقه همگرایی آرام جنوبی SPCZ بر روی مناطقی واقع شده‌اند که دارای آب‌های سطحی با دمای بالاتر از ۲۷ درجه سانتیگراد می‌باشند.

## چگونگی شکل‌گیری
از دو کمربند پرفشار نیمه‌حاره‌ای (جنب‌حاره)، شیب اختلاف فشار به طرف استواست، که به سمت چاله کم‌فشار استوایی هدایت می‌شود. بر پایه این الگو، هوایی که از پرفشار به کم‌فشار حرکت می‌کند به وسیله اثر کریولیس منحرف می‌شود. در نتیجه بادهای بسامان به وجود می‌آیند که از آن‌ها در تحت عنوان بادهای بسامان شمال خاوری و بادهای بسامان جنوب خاوری یاد می‌شود. این بادها، بادهای بسیار پایدار و مداومی هستند که بسیار کم انحراف حاصل می‌کنند. بادهای بسامان در محلی نزدیک استوا همگرا می‌شوند. برخورد بادهای بسامان با یکدیگر در منطقه باریکی صورت می‌گیرد که منطقه همگرایی درون‌حاره‌ای نامیده می‌شود. بادهای همگرا مستلزم صعود هوا هستند تا حجم هوای تازه‌واردی را فراهم سازند.
در امتداد قسمت‌هایی از چاله کم‌فشار استوایی در مواقع معینی از سال بادهای بسامان همگرا نمی‌شوند و در عوض کمربندی از بادهای متغیر تشکیل می‌شوند که آرامگان استوایی نامیده می‌شوند.
بادهای بسامان، آرامگان استوایی و منطقه همگرایی درون‌حاره‌ای، همراه با تغییر مکان کمربندهای فشار و خطوط هم‌دما، به‌طور فصلی به طرف شمال و جنوب تغییر مکان می‌دهند. منطقه همگرایی درون‌حاره‌ای در روی اقیانوس‌های آرام و اطلس فقط چند درجه عرض جغرافیایی به شمال و جنوب حرکت می‌کند، اما به اندازه ۲۰ تا ۳۰ درجه عرض جغرافیایی را در روی آمریکای جنوبی، آفریقا و ناحیه بزرگ جنوب شرقی آسیا و اقیانوس هند را زیر پوشش قرار می‌دهد. تغییرات فصلی مهم در بادها، ابرناکی و بارندگی این تغییر مکان‌های منطقه همگرایی درون‌گرمسیری و بادهای بسامان را همراهی می‌کنند.
در کمربندهای پرفشار درون‌حاره‌ای هسته‌های پرفشار بزرگ و ساکن (واچرخندها) وجود دارند. در مراکز این هسته‌ها، بادها ضعیف هستند و در اطراف برد وسیعی از جهات قطب‌نما، توزیع شده‌اند. به علت فراوانی زیاد آرامگان، دریانوردان این کمربند را عرض‌های اسبی نامیده‌اند.